# Nikolaj Hagelskjær
Nikolaj Hagelskjær (født 6. maj 1990) er en dansk tidligere fodboldspiller.

## Karriere

### Vejle Boldklub
Nikolaj Hagelskjær har været en del af Vejle Boldklubs ungdomsafdeling siden lilleputårerne. Han kom til klubben fra Jelling fS. I 2010 blev Hagelskjær en del af Vejle Boldklubs 1. holds trup efter at have været en profil på klubbens U/17, U/19 og Danmarksseriehold.
Hagelskjær kan dække både højre- og venstresiden i forsvarskæden og på midtbanen.

### Esbjerg fB
Den 15. januar 2016 blev det offentliggjort, at Esbjerg fB havde købt Nikolaj Hagelskjær fri af det sidste halve år af hans kontrakt med FC Fredericia og at han havde skrevet under på en treårig kontrakt.

### Middelfart G&BK
Efter at have forladt Esbjerg fB ved kontrakudløb i vinteren 2018 blev det i januar 2019 offentliggjort, at Hagelskjær havde skrevet under på en toårig kontrakt med 2. divisionsklubben Middelfart G&BK.

## Eksterne henvisnininger
- Nikolaj Hagelskjærs spillerprofil på Transfermarkt (engelsk)
- Nikolaj Hagelskjærs profil hos FootballDatabase.eu (engelsk)
- Nikolaj Hagelskjærs spillerprofil på Soccerway (engelsk)